# Saepe Nos
Saepe Nos è un'enciclica di papa Leone XIII, datata 24 giugno 1888, e indirizzata ai cattolici irlandesi.
Il Pontefice affronta il problema delle vicende indipendentiste d'Irlanda, e, pur sottolineando la vicinanza della Santa Sede, non ammette in alcun modo la liceità di azioni delittuose per conseguire il fine dell'indipendenza:
« Non possiamo nascondere la profonda angoscia che Ci proviene dalle recenti vicende. Ci riferiamo a quella inattesa concitazione degli animi, sorta all'improvviso in seguito al decreto del Santo Ufficio che nella lotta contro i nemici della chiesa proibisce di usare quel metodo che si chiama piano di campagna e boicottaggio a cui molti avevano cominciato a far ricorso… Noi abbiamo fiducia che Voi, uniti, come è necessario, da idee e volontà comuni, e sorretti non solo dalla vostra ma anche dalla Nostra autorità, conseguirete i migliori risultati e specialmente quello di impedire che le tenebre delle passioni offuschino ancora la facoltà di distinguere il vero e soprattutto che i sobillatori del popolo si pentano di aver agito in modo temerario. Siccome sono molti coloro che sembrano cercare pretesti per sfuggire ai doveri, anche i più elementari, fate in modo di non concedere spazio all'ambiguità circa l'efficacia di quel decreto. Comprendano tutti che non è assolutamente lecito adottare una linea di condotta che Noi abbiamo interdetta. Cerchino tutti, onestamente, beni onesti, e soprattutto, come si addice ai cristiani, serbando intatte la giustizia e l'obbedienza alla Sede Apostolica: in queste virtù l'Irlanda ha trovato in ogni tempo conforto e forza d'animo… ».